# حسن سرایی
حسن سرایی (زادۀ ۱۳۲۱ در همدان - ) جامعه‌شناس ایرانی و استاد تمام دانشکدهٔ علوم اجتماعی دانشگاه علامه طباطبایی است. او برای ترجمه کتاب رگرسیون چندمتغیری در پژوهش رفتاری برگزیدهٔ ششمین دورهٔ کتاب سال جمهوری اسلامی ایران شد.